# Гачагуа, Ригати
Джеффри Ригати Гачагуа (англ. Geoffrey Rigathi Gachagua; род. 28 февраля 1965, Хирига) — кенийский политик. Заместитель президента Кении с 2022 года по 2024 год. Ранее он был членом парламента от избирательного округа Матира в период с 2017 по 2022 год в качестве члена «Юбилейной партии». На выборах 2022 года Уильям Руто выбрал Гачагуа в качестве своего напарника, и они оба были избраны, набрав чуть более 50% голосов.
Ранее он занимал различные младшие должности в правительстве, включая помощника госсекретаря в Министерстве внутренних дел и национального наследия, личного помощника главы государственной службы, личного помощника министра местного самоуправления Ухуру Кениаты и окружного чиновника.

## Ранняя жизнь и образование
Родился в 1965 году в деревне Хирига округа Ньери, будучи восьмым ребёнком в семье Нахашона Гачагуа Рериани и Марты Кириго. Его родители были борцами за свободу Мау-мау в лесу Маунт-Кения, где его отец обслуживал оружие для Мау-Мау, в то время как его мать была курьером продовольствия и боеприпасов для боевиков. Он младший брат покойного Ндериту Гачагуа, первого губернатора округа Ньери.
Гачагуа учился в начальной школе Кабируини с 1971 по 1977 год, прежде чем перейти в среднюю школу Кианьяга для получения оценок «О» и «А». В 1985 году поступил в Университет Найроби, который окончил со степенью бакалавра искусств в области политологии и литературы в 1988 году.
В Университете Найроби Гачагуа был лидером Ассоциации студентов университета округа Ньери (NDUSA), а также председателем Ассоциации студентов-литературоведов.

## Карьера
После окончания университета Гачагуа некоторое время работал в Министерстве внутренних дел и национального наследия Кении, прежде чем в 1990 году поступить в Институт административной полиции. После окончания Института административной полиции Гачагуа был направлен в канцелярию президента Даниэля арапа Мои в качестве курсанта окружного полицейского в период с 1991 по 1992 год.
Затем Гачагуа продолжил службу в качестве окружного чиновника в округах Какамега, Нгаруа и Лаикипия. В период с 1999 по 2000 год поступил в Кенийскую школу государственного управления, которую окончил с углубленным дипломом в области государственного управления. С 2001 по 2006 год Гачагуа работал личным ассистентом Ухуру Кеньятты.
В период с 2007 по 2017 год Гачагуа оставался за кулисами, управляя своим бизнесом.

## Политическая карьера

### Член парламента
Гачагуа был избран членом парламента от избирательного округа Матира на выборах 2017 года.

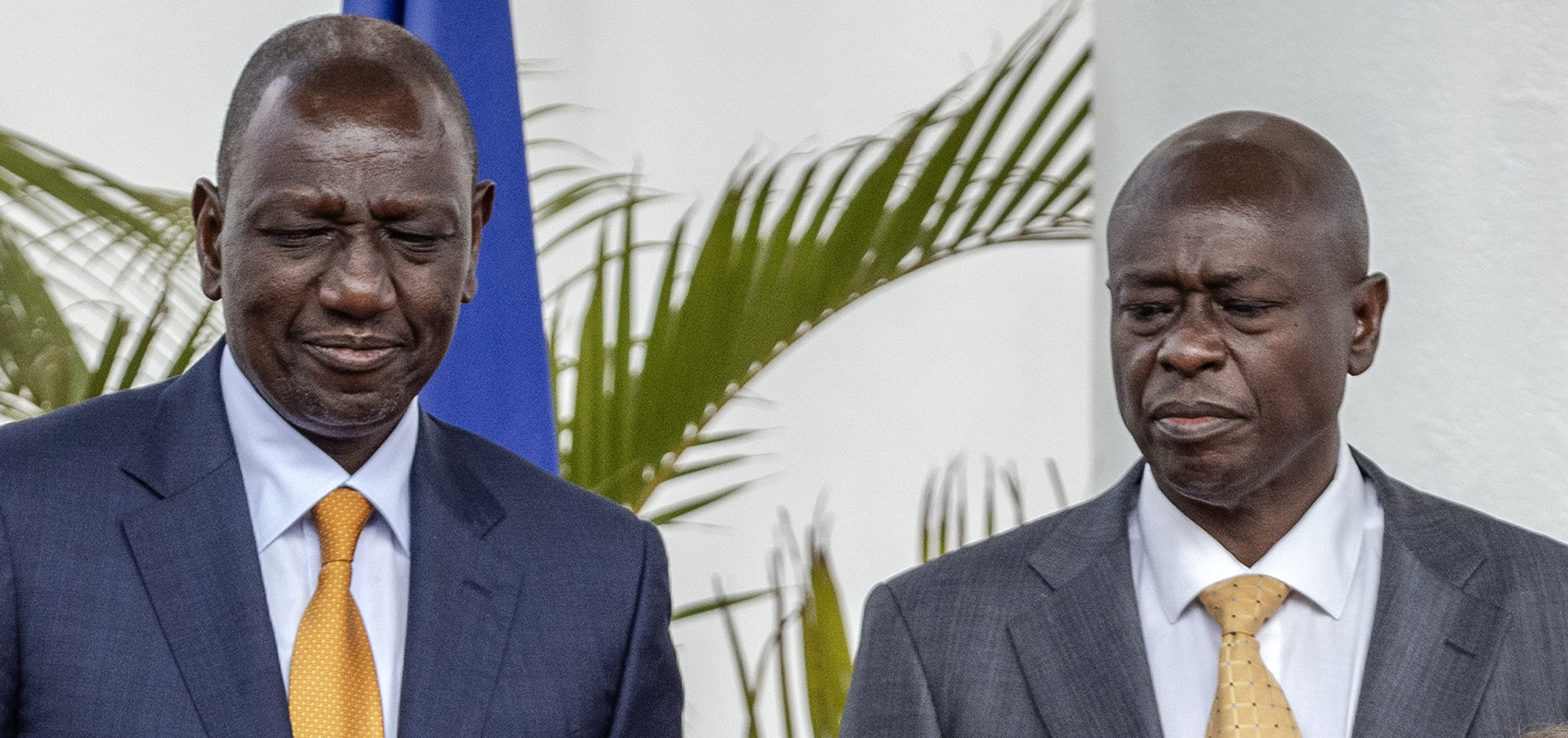
Ригати Гачагуа (справа) с президентом Уильямом Руто в 2023 году

Ригати Гачагуа известен своим откровенным, агрессивным и иногда резковатым стилем ведения политики. Его время в качестве законодателя характеризовалось отстаиванием вопросов, которые касались в первую очередь потребностей жителей горы Кении; часто он решал проблемы, публично ставя перед ответственными лицами, уполномоченными их решать. Уильям Руто позже назвал это одной из причин, по которой Гачагуа был выбран своим кандидатом на пост вице-президента, сказав: «Гачагуа — очень страстный лидер, народный человек. Он говорит об обычных людях...».
В 2017 году Гачагуа назначил Кериако Тобико секретарём кабинета министров по вопросам окружающей среды и лесного хозяйства. Секретарь Кабинета министров поднял тревогу по поводу чрезмерной эксплуатации водных ресурсов в верховьях рек в регионе горы Кения и поручил лесной службе Кении уничтожить незаконные водозаборы. Гачагуа утверждал, что многие из разрушенных водозаборов были законными и что это привело к водному кризису для тысяч людей. Он сказал: «Я призываю к его увольнению [Тобико] на основании некомпетентности; он не в состоянии оценить ситуацию. Он не провёл должной проверки законности поступлений и потерпел неудачу в анализе гуманитарного кризиса, возникшего в связи с этой ситуацией».
Министр водоснабжения и санитарии Саймон Челуги был втянут в драку, встретившись по этому вопросу с Гачагуа и другими законодателями Горной Кении. Он пообещал восстановить все водозаборы с необходимой документацией.

### Законодательство
В 2019 году Гачагуа выступил спонсором законопроекта о поправках к Закону о государственных закупках и распоряжении активами 2015 года. Он утверждал, что кенийские фирмы не смогут честно конкурировать и будут вытеснены с рынка китайскими фирмами, которые смогут получать кредиты менее чем по шестой процентной ставке. Он также критически отозвался о предполагаемых рыночных преимуществах, которые китайцы получают при ведении государственного бизнеса, сказав: «Нас раздражает то, что, как только они получают контракт, материалы для строительства закупаются в Китае, и они импортируют их беспошлинно». Поправка закрепляла за местными компаниями государственные контракты на сумму до 1 миллиарда шиллингов и предлагала более жёсткие штрафы за обход требований о местном владении для более крупных контрактов. В конечном итоге комитет Национальной ассамблеи по финансам и национальному планированию отклонил бы законопроект, сославшись в качестве причины на ограниченные местные возможности по предоставлению товаров и услуг.

### Заместитель президента
15 мая 2022 года был выдвинут в качестве кандидата в президенты от Объединённого демократического альянса Руто в рамках политической коалиции  Кении Кванза. Среди других, кто рассматривал ту же должность, были губернатор Кириньяги Энн Вайгуру, депутат парламента Кандары Элис Мутони Вахоме, сенатор Тхарака Нитхи Китхуре Абрахам Киндики и спикер Национальной ассамблеи Джастин Мутури.
У Гачагуа неоднозначное прошлое с незавершёнными судебными делами по предполагаемым случаям незаконного присвоения государственных средств.
28 июля 2022 года кенийский суд обязал Ригати Гачагуа возместить 202 миллиона кенийских шиллингов (1,7 миллиона долларов США), установив, что эти деньги были получены в результате коррупции.
В ноябре 2022 года Ригати Гачагуа предъявили обвинения в коррупции по делу на сумму 60 миллионов долларов. В конечном счёте эти обвинения были сняты.
Однако в октябре 2024 года он был смещен со своего поста в результате процедуры импичмента по обвинениям в коррупции, нарушении этнического равноправия и несоблюдению принятой политики.

## Личная жизнь
Ригати женат на Доркас Ванджику Ригати, бывшей банкирше, которая сейчас является пастором в Матире.
Они познакомились на совместном университетском мероприятии, которое было организовано президентом Мои в Университете Найроби в 1985 году. Они поженились в 1989 году, у них двое сыновей, Кевин и Кит.